# XIV Cos d'Exèrcit (Bàndol republicà)
El XIV Cos d'Exèrcit va ser una formació militar de l'Exèrcit Popular de la República que va actuar durant la Guerra Civil Espanyola, principalment en l'anomenat Front Nord.
Els seus orígens es troben en l'antic Eusko Gudarostea, canviat de nom més tard com I Cos d'Exèrcit d'Euzkadi, que havia portat el pes de la resistència basco-republicana a Biscaia encara que després de la caiguda de Bilbao va sortir de territori basc i es va situar a Cantàbria esperant el següent atac franquista. En la reforma estructural de l'Exèrcit republicà del Nord, el Cos d'Exèrcit Basc va ser canviat de nom com XIV Cos d'Exèrcit sota el comandament d'Adolfo Prada Vaquero. Encara que va intentar mantenir la resistència republicana al Nord, no va poder evitar la caiguda de Santander i d'Astúries.

## Historial
El 6 d'agost, un decret creava a Santander la Junta Delegada del Govern al Nord, presidida pel general Mariano Gamir Ulibarri, màxim responsable militar. Es tractava així de coordinar les accions de defensa del territori càntabre. L'antic I Cos d'Exèrcit d'Euzkadi va ser canviat de nom com «XIV Cos d'Exèrcit», i fou integrat com una altra unitat més en l'Exèrcit Popular de la República, quedant sota el comandament del Coronel Adolfo Prada Vaquero, procedent de la zona centre.
El 14 d'agost va començar la ofensiva franquista a Santander, que al cap de pocs dies s'havia convertit en un desastre per a les tropes republicanes, encara que les tropes basques del sector oriental van mantenir les seves posicions. Però davant l'enfonsament de la rereguarda del XIV Cos d'Exèrcit, Prada va rebre ordres de retirar-se cap a Astúries però es va trobar amb la insubordinació dels batallons nacionalistes bascos, que es van retirar pel seu compte cap a la localitat de Santoña. Allí es va produir l'anomenat Pacte de Santoña, pel qual aquestes tropes basques es rendien a les tropes italianes del CTV amb la intenció d'aconseguir certs privilegis, encara que després no fou respectat i van caure en mans de Franco. Així, una bona part de les unitats del XIV Cos van ser baixa i van deixar a la formació en una situació crítica, havent de retirar-se cap a Astúries amb les poques unitats que encara li quedaven, com per exemple el Batalló Isaac Puente. Enmig de la retirada, Prada va ser nomenat cap suprem de l'Exèrcit republicà del Nord i el va substituir en el seu lloc el Tinent Coronel Francisco Galán Rodríguez, un altre militar de provada eficàcia.
Aquest es va aprestar a reorganitzar el minvat XIV Cos, les unitats del qual s'havien vist delmades i amb grans pèrdues materials, tant que una bona part de les forces que li quedaven al Cos, ho estaven sense armar. Així, els homes de Galán van aconseguir detenir l'avanç franquista a El Mazucu durant diverses setmanes, en unes condicions penoses i sense prou armament ni homes. A la fi de setembre, sembla clar que abans o després la resistència republicana cauria i, efectivament, el 10 d'octubre es produeix la caiguda del front, a la qual seguirà la caiguda de Gijón el 21 d'octubre i, amb això, de l'última resistència republicana al Nord. El XIV Cos, que ja s'havia desintegrat durant els últims dies de la retirada republicana, va quedar destruït.
Abans que acabés l'any es va crear un nou Cos d'Exèrcit que va recuperar la numeració de l'antic cos del Front Nord, encara que es tractava d'una unitat guerrillera i sense la mateixa estructura.

## Comandaments
Comandants
- coronel Adolfo Prada Vaquero (6-29 d'agost de 1937);
- tinent coronel Francisco Galán Rodríguez (29 d'agost-21 d'octubre de 1937);[2]

Comissaris
- Jesús Larrañaga Churruca, del PCE.

Caps d'Estat Major
- Comandant d'Estat Major Ernesto de la Fuente Torres.[3]
- Comandant d'Infanteria Juan Ibáñez Lugea, des del 7 de setembre de 1937.

## Ordre de Batalla
| Data                | Exèrcit adscrit  | Front de batalla | Divisions integrades |
| 6 d'agost de 1937   | Exèrcit del Nord | Santander        | 48a, 49a, 50a i 51a  |
| 1 d'octubre de 1937 | Exèrcit del Nord | Astúries         | 48a, 49a i 50a       |